# Herb Pabianic
Herb Pabianic – jeden z symboli miasta Pabianice w postaci herbu ustanowiony przez radę miejską 16 listopada 2018.

## Wygląd i symbolika
Herb przedstawia w polu błękitnym trzy korony złote, dwie nad jedną.
Jest to znak kapituły krakowskiej - właściciela miasta.
Miejscowa legenda łączy owe trzy korony z osobami trzech polskich królów, którzy mieli w różnych czasach odwiedzić to miasto (w Pabianicach bywali m.in. Władysław Jagiełło i Jan Sobieski).

## Historia

Herb Pabianic obowiązujący do 2012 r.

Herb Pabianic jest jednym z najstarszych symboli miejskich województwa łódzkiego. Władze miejskie używały pieczęci z godłem Trzy Korony zanim królowie polscy zawitali nad Dobrzynkę. Herb ten narzucił miastu ich właściciel, którym była instytucja kościelna – kapituła krakowska. Fakt ten miał miejsce przed 1552 r. (pierwsza znana pieczęć z tym herbem), być może w XIV stuleciu, równocześnie z nadaniem Pabianicom praw miejskich. W 1535 r. na pieczęci miejskiej Pabianic widniała jedna korona, wyraźnie nawiązująca do herbu kapituły krakowskiej.
Kiedy i w jakich okolicznościach insygnia królewskie stały się godłem krakowskich kanoników – nie ma w literaturze pełnej jasności. Być może herb ten pochodzi z Niemiec, z archidiecezji kolońskiej, której świętymi patronami byli Trzej Królowie znani z ewangelicznego opisu Bożego Narodzenia. Mógł on dotrzeć do grodu Kraka jeszcze w połowie XI w., wraz z arcybiskupem i opatem benedyktynów tynieckich Aaronem.
Pojawiła się także hipoteza, iż owe trzy korony wystąpiły po raz pierwszy na pieczęci jednego z krakowskich biskupów – Jana Muskaty w końcu XIII w. (1296 r.). Był to biskup-polityk, głośny wróg Łokietka i stronnik królów czeskich z rodu Przemyślidów – Wacława II i III, nazywany przez swoich przeciwników politycznych „krwawym wilkiem”.
To biskup Muskata uzyskał zgodę na założenie w dobrach kapituły miasta – późniejszych Pabianic. Z pieczęci biskupa godło przejęła kapituła, a następnie założone przez nią prywatne miasto.